# Period (andropのアルバム)
『period』（ピリオド）は、andropの通算6枚目のアルバムである。2014年3月5日に、ワーナーミュージック・ジャパンから発売された。

## 概要
前作『one and zero』以来、約1年3か月ぶりのアルバム発売となった。なお、今作は通算6枚目のアルバムであり、1作目のアルバム『anew』から今作までのアルバムタイトルの頭文字を繋げると、「androp」となる。
アルバムアートワークのデザインは数々のandropのアルバムやシングルのアートワークを手掛けてきた田中勤郎が担当した。
初回限定盤は特殊スリーブ仕様となり、さらに2013年末に行ったツアーやレコーディング風景、スタジオライブ映像が収録されたDVDが付属する。
本作リリースに伴って、2014年2月15日から同年3月1日まで、全国5都市でトークイベントを開催した。

## タイトル・制作
前述の通り、1枚目のアルバム『anew』からリリース順に『note』『door』『relight』『one and zero』そして今作『period』の頭文字を繋げると『androp』となるが、内澤によると、『anew』を制作した頃から6枚目のアルバムのタイトルを『period』にすることを決めていたという。その理由を内澤は「『anew』を出したときは、次のアルバムを出せるかどうかも分からなかったけど、もし"p"まで頑張って音楽を続けていることができたら、胸を張って"これがandropだ"と言えるアルバムを作りたいという願いが自分の中にあったんです。それが実現したわけだから、今回のアルバムにはすごく思い入れがあって。夢見ていたとおり、胸を張ってひとつの終止符を打てるようなアルバムを目指して曲を作ったし、レコーディングにも臨みました」と語っている。
制作はギリギリまで行われ、内澤曰く「あと数時間遅れたらリリース出来ません」というところまで追いつめられたとのこと。

## 収録曲
1. Singer
2. Voice
3rdシングル。本作を制作する中で指針となった曲。前作『one and zero』の完成後、内澤は1曲も楽曲を作れない状態になり、バンド初のホールツアー「one-man live tour "one and zero"」へ突入した。しかし、初日公演で観客の声を聞いているうちに、お客さんのテーマソングになるような曲を作りたいと思った内澤はツアー中に本曲を完成させた。完成後、数ヶ月間溜め込んでいたものが溢れ出すような感覚で新曲がどんどん出来上がったという[1]。
3. Lit
バンド初期の頃には存在していた曲であるが、内澤にとっては「andropっぽくない」曲であった。他のメンバーも曲の存在自体は知っていたが、レコーディングには至っていなかった。しかし、曲やアルバムを制作しているうちに段々と「今だったらコレ、かっこよく鳴らせるんじゃないか」と思ったといい、レコーディングに至った[3]。
4. RDM
『Sensei』同様、人力によるダブステップのサウンドが入っている。シンセサイザーなどを使わずにギター、ベース、ドラムの音だけでEDMのような楽曲を作りたいという発想から生まれた楽曲で、EDMをロックにしたいという思いから、『RDM』（Rock Dance Music）と名付けられた[1]。
5. One
本作のリード曲で、内澤はインタビューで「バンドとしての推し曲」と答えている[3]。
MVが制作された。クリエイティブ・ディレクションは志伯健太郎（GLIDER）、映像監督は谷川英司（TOKYO）が務め、撮影は30時間に及び、2日間にわたって行われた。コンセプトは「その声は、光だ。」であり、CGは一切使われておらず、MVの中で歌詞や音に合わせて浮遊する球体が予めプログラミングにより風圧を制御したブロワーによって空間に配置された。またその球体は内澤が歌う歌詞が「言霊」となって、色や光を伴い、放たれていく様を表現している。メンバーの周りには大型のブロワーも配置され、音とシンクロしてバルーンが浮遊し、さらにはプロジェクションマッピングも使用している。MVのスペシャルサイトも開設され（現在は閉鎖）、メイキング映像や本人コメント、監督コメントが掲載されていた[4]。
6. Light along
短編映画『平穏な日々、奇蹟の陽』主題歌。同作のために書き下ろした楽曲である[5]。
7. Six
曲名は全ての人や物事は6ステップ以内で繋がっていて、友達の友達…を介して世界中の人々と間接的な知り合いになることができるという仮説である「六次の隔たり」に由来している。「六次の隔たり」は、知り合い関係を芋づる式にたどっていけば比較的簡単に世界中の誰にでも行き着くという仮説であるスモールワールド現象の1つであるが、内澤曰く「世界がそんなに狭いなら、ライヴひとつやるにしても、ひとりひとり大事にしたいというか、ひとりひとりと繋がりたいと思った」とのことで、壮大な音にしたいと思い、ストリングスを入れたという[3]。
8. Sensei
『RDM』同様、人力によるダブステップのサウンドが入っている。バンドの初期から存在している曲[1]。
タイトル通り「先生」のことを歌った曲。内澤によれば、政治家やアイドルのプロデューサー、評論家などに対する思いが鬱憤になっており、「先生という何かを教える立場だったらちゃんとしてくれよ」という思いがあったとのこと。また、内澤自身も、「先生」とは呼ばれないがある人から見れば「先生」のような立場にいるのかもしれないと感じているため、自分への戒めも曲に込めたという[3]。
9. Melody Line
4thシングルのカップリング。
10. Neko
本作で最後に完成した楽曲。本作制作中は家とスタジオの往復で心が荒んでいた内澤だったが、家に帰った時に飼い猫にすごく癒されたという[2]。
デモはウッドベース、ジャズドラムの音源を元に作られた[2]。内澤がデモを制作している段階では、その日にレコーディングできなければ発売日に間に合わないという状況で、スタジオでは他のメンバーも楽器をセットして準備していた。ところが内澤以外のメンバーのイメージでは「ロックな曲」だったらしく、セッティングもロック用のものとなっていたため、エレキベースでウッドベースに近い音を出し、同様に本来は内澤はアコースティックギターをイメージしていたものをテレキャスターのセミアコースティックギターで代用した。レコーディングの終盤ではエンジニアが20年前にフリッパーズ・ギターに使用していた機材を使い、渋谷系に使うようなリバーブをかけたため、ジャズやブルーグラス、渋谷系といったような要素が混じり合い、内澤曰く「おもしろい曲」になったとのことで、納得できる形に作り上げたものをレコーディングしていたそれまでと違い、その時の勢いを反映させるような曲の制作の方法もいいと思ったという[3]。
11. Time Machine
12. Under the Sun
13. Missing
4thシングル。
14. Stardust

### 初回限定盤DVD
1. One
2. Lit
3. Voice

上記3曲のスタジオライブ映像のほか、2013年末に行ったツアーやレコーディング風景が収録されている。

## ライブ・ツアー
本作のリリース後の2014年3月23日にandropとしてキャリア初となるアリーナ単独公演を国立代々木競技場第一体育館で開催した。チケットはソールドアウトし、集まった観客の数は1万人であった。公演では、本作の楽曲を軸に全24曲を演奏。内澤はセットリストについて「今までやってきたことの一番いい部分をたくさん詰め込んだライブにしたいと思いました」と語っている。公演の模様を収録した映像作品『LIVE DVD & Blu-ray one-man live 2014 at 国立代々木競技場・第一体育館』がのちにリリースされた。
また、代々木公演では同年8月30日よりアルバムタイトルを冠したツアー「one-man live tour "period"」を開催することを発表。全国5都市のZeppにて全8公演を行った。